# August Flament
August Jean Antoine ("August") Flament (Amsterdam, 14 maart 1856 - Den Haag, 2 mei 1925) was een Nederlands archivaris en historicus. Hij werkte onder andere als rijksarchivaris in Limburg te Maastricht. Daarnaast was hij een zeer productief schrijver. Flament publiceerde talloze wetenschappelijke en populair-wetenschappelijke artikelen over de geschiedenis van Limburg en Maastricht. Daarnaast bewoog hij zich op het terrein van de klassieke talen, het toneel en de kunstgeschiedenis.

## Biografische schets
August Flament werd in 1856 in Amsterdam geboren als zoon van de koopman-slijter Jean Joseph Louis Flament (1816-1885?) en diens tweede vrouw, Marie Pauline Fraissinet van Arp (1830-1893). Beide ouders zouden van Franse of Waalse komaf zijn geweest. Over zijn jeugd en vroege loopbaan is vrijwel niets bekend. Hij volgde middelbaar onderwijs aan het jezuïetencollege in Culemborg, dat als aartsbisschoppelijk kleinseminarie fungeerde. Waarschijnlijk genoot hij een vervolgopleiding aan het noviciaat Mariëndaal te Velp en het Collegium Berchmanianum te Oudenbosch, beide instellingen van de jezuïeten, met de bedoeling om geestelijke te worden. Wellicht bekwaamde hij zich in die periode in de studie van de klassieke talen. Mogelijk volgde hij in 1882-1883 een opleiding op het gebied van de archiefwetenschap bij de Koninklijke Bibliotheek in Den Haag.
Nadat hij in 1883 in Maastricht een vaste aanstelling als archivaris kreeg, vestigde hij zich in die stad op het adres Spilstraat 1170 (oude nummering). In de jaren daarop volgden meer dan 20 verhuizingen. In Sint Pieter trouwde hij op 20 oktober 1886 met Allegonda Maria van Hesteren. Aan de Kapoenstraat 2344 in Maastricht werd op 26 januari 1889 hun dochter Pauline Jeanne Marie Claire Flament geboren. In de Begijnenstraat 19 woonde de familie Flament het langst, hoewel niet onafgebroken. Tussendoor verbleven leden van het gezin korte of langere perioden in Sint Pieter, Meerssen, Valkenburg, Schimmert en Sittard.
Na het vervroegd verlaten van zijn dienstverband verhuisde Flament in 1919 naar Hilversum, waar een broer van hem woonde. De laatste jaren van zijn leven woonde hij in Den Haag, waar hij op 69-jarige leeftijd overleed na een beroerte. De begrafenis vond plaats in besloten kring op de rooms-katholieke Begraafplaats Sint Barbara. Zijn weduwe overleefde hem, maar noch zij, noch hun dochter werden genoemd in de overlijdensannonce.

## Loopbaan

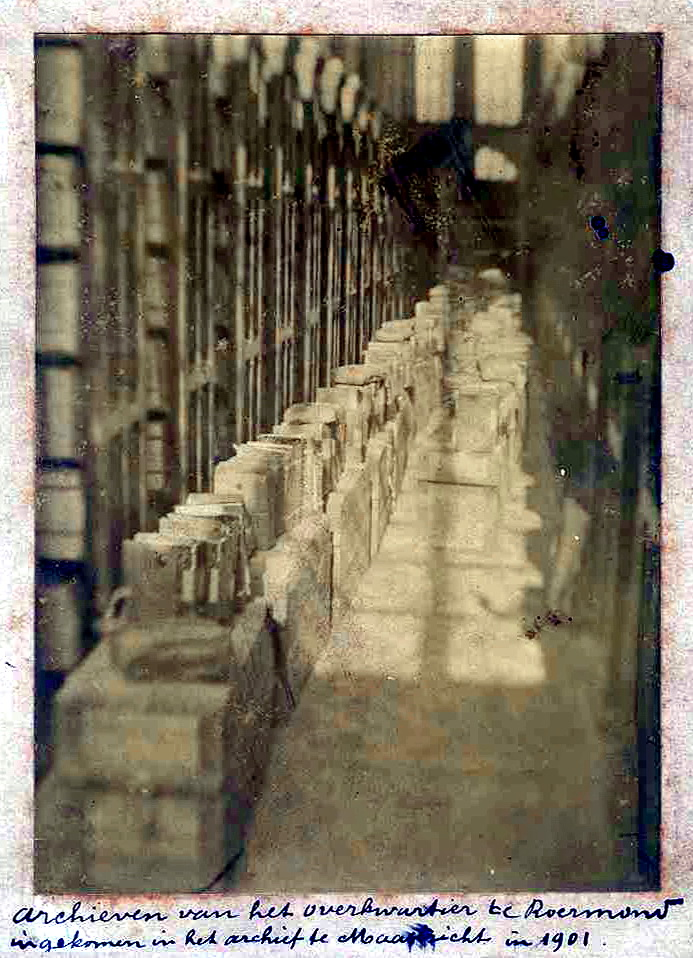
Het Rijksarchief in Limburg met de pas gearriveerde archieven uit Roermond, 1901

Flament begon zijn carrière als volontair bij de Koninklijke Bibliotheek. Vanaf 1883 was hij verbonden aan het Rijksarchief in Limburg (RAL), dat kort daarvoor de gerestaureerde Oude Minderbroederskerk aan de Sint Pieterstraat had betrokken. Na tien jaar als commies-chartermeester onder Jozef Habets (1829-1893) gewerkt te hebben, werd hij in 1893, na het overlijden van Habets, benoemd tot rijksarchivaris in Limburg. Flament wist een groot aantal archieven toe te voegen aan de bestaande collectie, waaronder die van het Gelders Overkwartier, de notariële akten van de arrondissementen Maastricht en Roermond, en talrijke plaatselijke archieven, die vaak eeuwenlang in kerktorens werden bewaard. In 1900 vond hij de catalogus van de Maastrichtse augustijnenbibliotheek terug op de zolder van de pastorie van Heer. In 1915 verhuisden de Maastrichtse stadsbibliotheek en het gemeentearchief naar het Generaalshuis aan het Vrijthof, waardoor er meer ruimte kwam in het gebouw van het Rijksarchief.
Dat zijn carrière niet geheel vlekkeloos verliep, bleek bij de moeizame overdracht van een deel van het Roermondse archief naar het RAL in de jaren 1890. Bij deze "Roermondsche archiefquestie" werd Flament verweten overhaast en slordig gehandeld te hebben. De historicus P.C. Boeren oordeelde hard over hem toen hij zei dat Flament zich met veel bemoeide, maar zelden iets afmaakte. Eind 1919 ging hij met ziekteverlof en per 1 januari 1921 nam hij ontslag. De hoofdcommies dr. Pierre Doppler nam voor hem waar en werd begin 1922 benoemd tot Rijksarchivaris in Limburg.

## Overige activiteiten

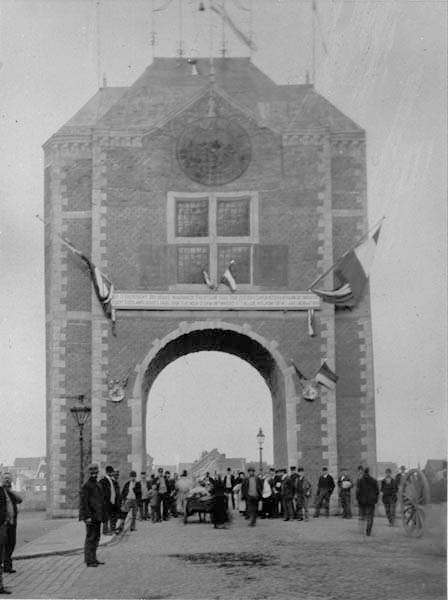
Replica Körverpoort, mei 1895

Flament was vicevoorzitter van de Maastrichtse Monumentencommissie ("Commissie voor de Bewaring van Geschiedkundige Gedenkstukken"). Net als zijn voorganger Habets ageerde hij tegen het "versjacheren" van Limburgse kunstschatten, vooral door kerkbesturen en andere op geldelijk gewin beluste "cultuurbarbaren". Hij deed dat onder meer door middel van ingezonden brieven in plaatselijke kranten onder het pseudoniem Daemon Meridianus ("Duivel uit het Zuiden").
Hij interesseerde zich tevens voor archeologie. Op 1 september 1890, tijdens de grote restauratie van de Sint-Servaaskerk onder leiding van Pierre Cuypers, werd na archivalisch onderzoek het vermeende graf van de Maastrichtse bisschoppen Monulfus en Gondulfus aangetroffen op de plek die door Flament en Doppler was aangewezen. Daarbij werd tevens de elfde-eeuwse cenotaaf van Monulfus en Gondulfus teruggevonden, die in de zeventiende eeuw ter plekke was begraven.
Flament was zeer vaderlands- en koningsgezind. Hij was nauw betrokken bij de festiviteiten rondom het bezoek van de twee koninginnen, Emma en Wilhelmina, aan Maastricht in mei 1895. Zo ontwierp hij voor de Sint Servaasbrug een replica van de in 1801 gesloopte Körverpoort. Verder publiceerde hij een stadsgids, die aan de koninginnen was opgedragen. In 1919, tijdens het Belgisch annexionisme, toonde hij zich een fel tegenstander van de Belgische aanspraken op Nederlands-Limburg.
Flament was op een breed terrein een productief schrijver. Aan de Dietsche Warande droeg hij tussen 1884 en 1892 een achttal artikelen bij, merendeels over de Griekse toneel- en dichtkunst. Ook was hij tussen 1889 en 1897 lid van de redactie van het driemaandelijkse tijdschrift Hellas van de (internationale) Philhelleensche Vereeniging te Amsterdam. Van zijn talrijke bijdragen aan de Publications kunnen er 26 als substantieel worden aangemerkt (minstens vijf pagina's tekst). Van de De Maasgouw kon vrijwel geen nummer verschijnen, of er stond een bijdrage van Flament in. Van dit blad was hij, net als Doppler, redacteur. Aan de eerste zeven delen van het Nieuw Nederlandsch Biografisch Woordenboek, verschenen tussen 1911 en 1927, droeg Flament 178 lemma's bij, merendeels biografieën van personen die een band met de Nederlandse provincie Limburg hadden.

## Eerbewijzen, lidmaatschappen
- Flament was officier in de Orde van Oranje-Nassau en commandeur in de Orde van de Leeuw en de Zon (Perzië).[1]
- Hij was lid van de Maatschappij der Nederlandse Letterkunde.
- Na zijn dood verschenen in memoriams in onder andere De Limburger, De Maasgouw, Publications en Nederlandsch Archievenblad.[23]
- In 1955 werd in de Maastrichtse wijk Brusselsepoort een straat genoemd naar de tweede rijksarchivaris in Limburg: de August Flamentstraat.[24]

## Bibliografie (selectie)

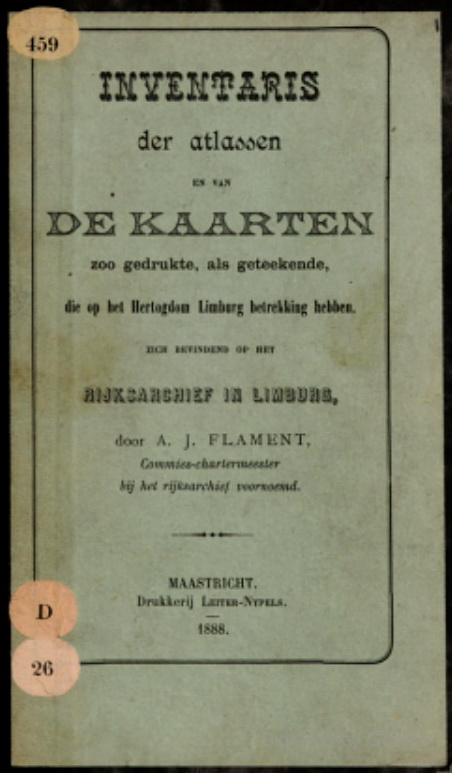
'Inventaris der atlassen (1888)

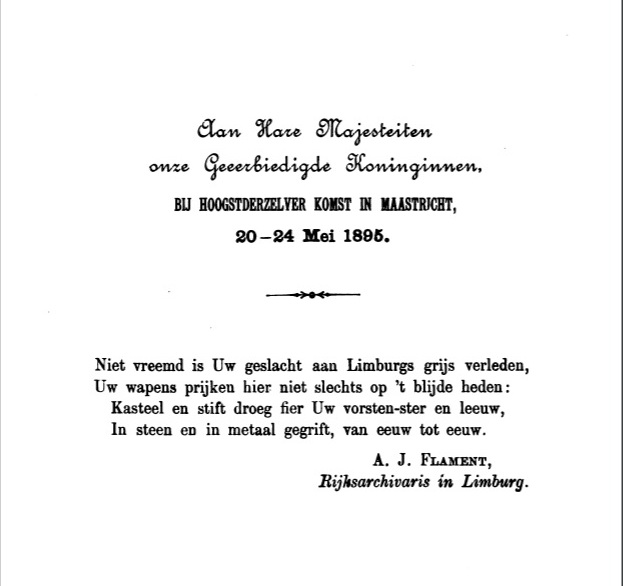
Opdracht aan de koninginnen in Gids van Maastricht (1895)

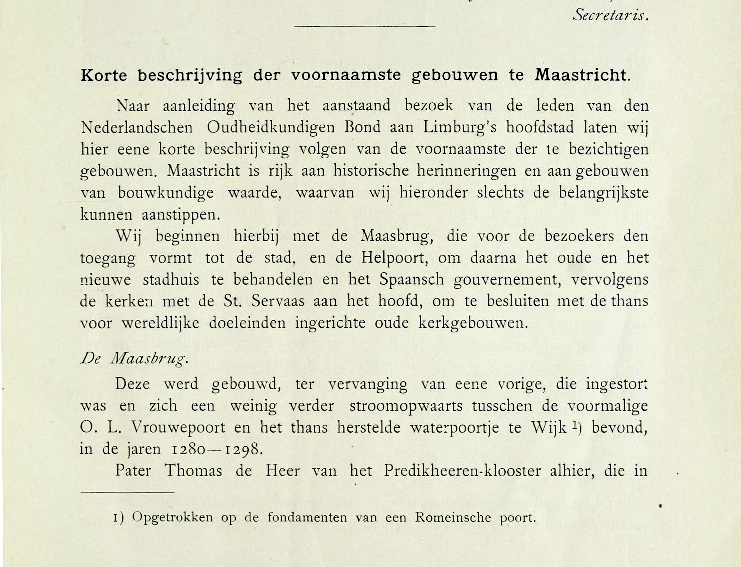
'Korte beschrijving' (1905)

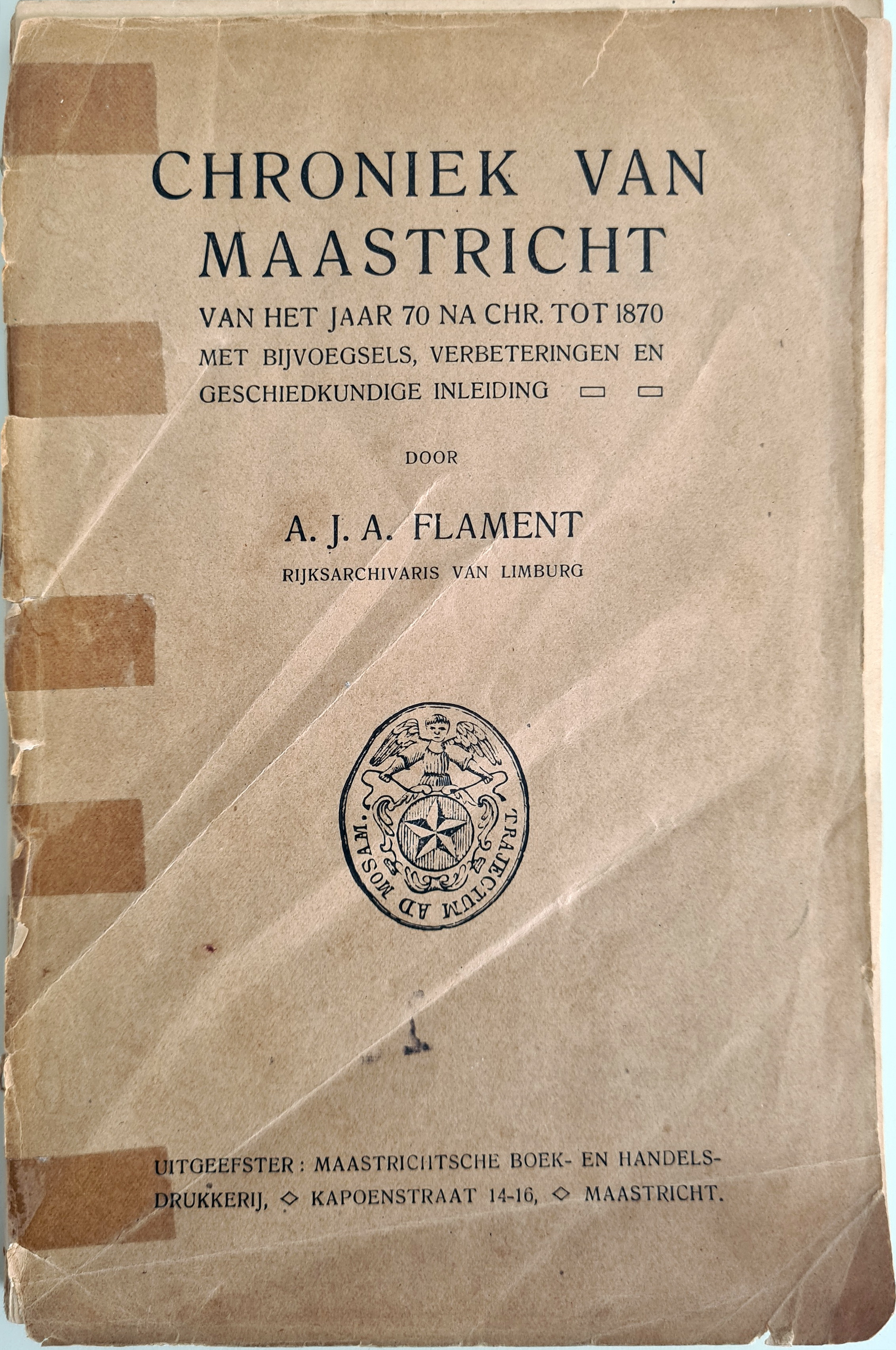
Chroniek van Maastricht (1915)